# Javier Negre
Francisco Javier García Negre (Fuengirola, Málaga, 1985) es un Periodista Español, fundador del controvertido medio de comunicación online Estado de Alarma (EDATV). 
Tras comenzar en Onda Cero, trabajó para el periódico El Mundo (España) de 2010 a 2020, del que fue despedido por un conflicto de intereses. Su medio de comunicación, EDATV, creado en 2020, es conocido por sus posturas críticas hacia el gobierno español, su publicación de Desinformación y sus vínculos con el partido VOX. Desde 2024, Negre ha expandido sus actividades en América Latina, especialmente en Argentina, donde apoya las políticas de Javier Milei y es accionista del medio La Derecha Diario.
Fue condenado en 2019 por invasión de la intimidad, el honor y el derecho a la propia imagen, por las leyes de España.

## Biografía

### Juventud y comienzo de su carrera
Comenzó su carrera profesional en Onda Cero en Marbella y como asistente de comunicación en la representación española de la Comisión Europea en Madrid. Posteriormente, trabajó en relaciones con la prensa en un club de jazz y luego trabajó un año en la consultora LLYC (Llorente y Cuenca). También colaboró en programas matinales de televisión.  

### Carrera en el periódicoEl Mundo
Javier Negre se incorporó a El Mundo en 2010. En 2016, publicó en el periódico un perfil de un concejal de Jaén, en el que mencionaba una presunta agresión al dueño de una heladería en Úbeda en 2002. 
Tras la publicación de este artículo, Negre fue víctima de una campaña de acoso en redes sociales. La Asociación de la Prensa de Madrid le brindó su apoyo. En diciembre de 2019, El Mundo abrió una comisión interna de investigación sobre Javier Negre. Esta investigación, poco común en los medios españoles, surgió tras la polémica relacionada con una entrevista falsa publicada en febrero de 2016 con una ex pareja del asesino Sergio Morate. Una sentencia judicial había establecido que esta entrevista nunca se había realizado. El informe de la investigación finalmente confirmó que la entrevista sí se había realizado. Tras una ausencia de dos meses, justificada por la enfermedad de su madre, Negre regresó a sus funciones en el periódico sin sanción disciplinaria en enero de 2020. Fue despedido de El Mundo ese mismo año por conflicto de intereses entre su trabajo periodístico y sus actividades en su nuevo canal de YouTube.

## Asuntos legales

### Condena por invasión de la intimidad, el honor y la propia imagen
En noviembre de 2019, Javier Negre y El Mundo fueron condenados a pagar 30000 euros a una mujer víctima de amenazas y secuestro por parte del asesino Sergio Morate. La condena se basó en delitos de violación de la intimidad, el honor y la imagen.
Según la sentencia, Negre acudió a la casa de los padres de la mujer sin permiso y, al negarse ella, la presionó para que la entrevistara, incluso la amenazó con usar una foto suya que poseía, y publicó un reportaje mencionando una entrevista que nunca se realizó. El tribunal también determinó que el periodista había publicado una foto que podía identificar a la víctima y había difundido información inexacta, en particular en el titular del artículo que afirmaba falsamente que la mujer había sido torturada.

## Denuncias enEDATV
En 2022, varios ex empleados del medio de comunicación EDATV, denunciaron en el periódico digital Público (España) condiciones laborales precarias y comportamientos abusivos, incluyendo jornadas laborales de hasta 15 horas por salarios muy bajos.

## Références
1. ↑  «Quién es Javier Negre». 15 de abril de 2024. Archivado desde el original el 15 de abril de 2024. Consultado el 19 de agosto de 2025.

La siguiente categoría incluye los artículos de biografías de hombres. La categoría se incluye automáticamente en los artículos que utilizan las plantillas {{ficha de persona}} o {{NF}} y que tienen definido en Wikidata la propiedad sexo con el valor masculino.
Nota: Puedes usar el índice para navegar más fácilmente por la categoría. Una vez que has pinchado la letra inicial, puedes también afinar la búsqueda agregando otras letras al final en la caja de la dirección URL. Por ejemplo, si has pinchado la T, puedes agregar después una e, dejando el final de la URL así: Categoría:Hombres&from=Te y la lista alfabética comenzará desde los apellidos con las letras iniciales Te.
Personas nacidas en el año 1985.
- Véase también la categoría de personas fallecidas en el año 1985.
- Wikimedia Commons alberga una categoría multimedia sobre personas nacidas en el año 1985.
- Wikisource contiene obras originales sobre las personas nacidas en el año 1985.